# Blue Bridge Festival
Blue Bridge Festival er en en-dags musikfestival beliggende i Bjert. Festivalen har eksisteret siden 2016 og afholdes hvert år i august. I tidens løb har musikere som blandt andet Hugorm, Tim Christensen, Jesper Binzer, Oh Land og Thomas Buttenschøn optrådt på festivalen.
Festivalen har plads til 2300 betalende gæster, heraf 400 børn under 18 år. Arrangementet afvikles af ca. 400 frivillige.
Arrangørernes intention er at arrangere en festival, hvor musikprogrammet indeholder både unge lokale musikere og større kendte kunstnere, samtidig med at festivalen holdes i tilpas beskeden størrelse, til at stemningen stadig vil virke hyggelig og intim.

## Historie
Blue Bridge foreningen blev etableret i 2016 af Philip Holm-Hansen, Leendert Bjerg og Leon Jensen. Visionen var at skabe en musikfestival, hvor etablerede musikere og bands kunne inspirere amatørmusikere og børn/unge uden musikerfaring og derved skabe nye musikere. Festivalen er opkaldt efter den blå bro i Sønder Bjert, som også er afspejlet i festivalens logo.
Den første udgave af festivalen blev holdt på engen bag Sønder Bjert Kirke og blev af arrangørerne indbyrdes omtalt som en "havefest". Kris Herman var hovednavnet, og med flere end 1300 besøgende i løbet af dagen blev "havefesten" en langt større succes end forventet. Derefter er arrangementet vokset til en mere etableret festival med to scener, backstage-område, festival-T-shirts med logo til de frivillige, adskillige mad-og ølboder og en erfaren organisation bag afviklingen.

## Kunstnere
Musikprogrammet er varieret og består af både professionelle artister, up-coming musikere og amatørbands.
Tidligere navne har været Hugorm, Tim Christensen, Jesper Binzer, Barselona, Peter Sommer, Folkeklubben, Patina, Oh Land, Zar Paulo, Annisette, Kris Herman, Carl Emil Petersen, Kundo, Kalaset, Soleima, Thomas Buttenschøn m.fl.
Desuden har Blue Bridge bidraget til at etablere koncert-venue i Bjert Gamle Brugs, hvor Blue Bridge foreningen afholder koncerter. Her har tidligere optrådt Katinka Band, Østkyst Hustlers, Smag på dig selv, Tabloid m.fl.

## Organisation
Blue Bridge Festivalen er en almennyttig organisation. Overskuddet fra festivalen går til at styrke musiklivet for børn, unge og voksne på Stenderuphalvøen. Bl.a. er der opbygget et øvelokale for midler fra Blue Bridge Festivalen.
I 2019 og 2022 blev Blue Bridge nomineret til Business Koldings award "Årets initiativpris", og i 2022 vandt Blue Bridge Kolding Kommunes kultur award: "Årets kulturelle aftryk".

## Størrelse
Festivalen er Kolding-egnens største lokale musikfestival og har plads til 2.300 betalende gæster udover musikerne, de frivillige hjælpere osv. Festivalen har flere gange, således i 2023 og 2024, fået udsolgt billetterne indenfor en time efter, at forhånds-billetsalget er startet. Festivalens arrangører lægger dog vægt på at beholde den intime stemning og er derfor tilbageholdende med at øge antallet af gæster.